# Meira
Meira település Spanyolországban, Lugo tartományban. Meira A Pontenova, Ribeira de Piquín, Pol, A Pastoriza és Riotorto községekkel határos. Lakosainak száma 1756 fő (2024).

## Népesség
A település népessége az elmúlt években az alábbi módon változott:
| Lakosok száma | 1834 | 1789 | 1794 | 1800 | 1775 | 1731 | 1726 | 1725 | 1742 | 1756 |
|               | 2001 | 2004 | 2007 | 2009 | 2012 | 2014 | 2017 | 2019 | 2022 | 2024 |